# Banayoyo
Banayoyo è una municipalità di quinta classe delle Filippine, situata nella provincia di Ilocos Sur, nella regione di Ilocos.
Banayoyo è formata da 14 baranggay:
- Bagbagotot
- Banbanaal
- Bisangol
- Cadanglaan
- Casilagan Norte
- Casilagan Sur
- Elefante
- Guardia
- Lintic
- Lopez
- Montero
- Naguimba
- Pila
- Poblacion